# Shep Doeleman
Sheperd S. Doeleman, genannt Shep Doeleman (* 1967 in Wilsele, Belgien), ist ein US-amerikanischer Radioastronom. Er ist seit 2017 Direktor des Event Horizon Telescope (EHT). Die Kollaboration gab im April 2019 die erstmalige Aufnahme eines schwarzen Lochs bekannt.

## Leben
Seine Eltern sind die US-Amerikaner Allen Nackeman und Lane Koniak. Sheperd kam zwar in Belgien zur Welt, da sein Vater dort eine medizinische Hochschule besuchte, die Familie kehrte aber wenige Monate danach in die USA zurück und ließ sich in Portland nieder, wo Nackeman als Journalist arbeitete. Als Sheperd 7 Jahre alt war, trennten sich seine Eltern. Später heiratete seine Mutter den Lehrer Nels Doeleman, der zwei eigene Kinder in die Ehe brachte und Sheperd und seine jüngere Schwester adoptierte.
Sheperd Doeleman studierte am Reed College mit dem Bachelor-Abschluss 1986 und war danach ein Jahr in der Antarktis, um Weltraum-Experimente in der McMurdo Station durchzuführen. Nach der Promotion am Massachusetts Institute of Technology (MIT) war er am Max-Planck-Institut für Radioastronomie beschäftigt, bevor er 1995 an das MIT zurückkehrte. Er wurde leitender Wissenschaftler und stellvertretender Direktor am Haystack Observatory des MIT in Westford (Massachusetts) und war danach am Harvard-Smithsonian Center for Astrophysics, wo er Assistant Director of Observation der Black Hole Initiative ist.
Doeleman war 2008 an der ersten Demonstration der prinzipiellen Durchführbarkeit des EHT beteiligt. Es gelang, Sagittarius A* bei einer Wellenlänge von 1,3 mm zu beobachten und helle Regionen von 37 Mikrobogensekunden aufzulösen. Dazu mussten sehr rauscharme Elektronik und Digitale Datenrekorder sehr großer Bandbreite entwickelt werden. Die zugrundeliegende Technik ist die Very Long Baseline Interferometry (VLBI), also Interferometrie aus dem Zusammenschalten weit entfernter Radioteleskope. Beteiligt waren 2008 nur drei Teleskope (Hawaii, Arizona, Kalifornien). Zur Zeit der Aufnahme der Bilder vom supermassereichen schwarzen Loch in M 87 waren acht Teleskope von Hawaii bis zur Antarktis beteiligt.
Er untersuchte mit VLBI auch die Atmosphären sterbender und neu geborener Sterne.
2012 wurde er Guggenheim-Stipendiat. 2020 erhielten Doeleman und das EHT-Team den Bruno-Rossi-Preis. Für 2021 wurde Doeleman gemeinsam mit Heino Falcke die Henry-Draper-Medaille zugesprochen.